# Alfred Duggan
Alfred Duggan (ur. w 1903, zm. w 1964) – angielski historyk, archeolog i autor wielu powieści historycznych.

## Życiorys
Urodził się w Argentynie, w rodzinie irlandzko-amerykańskich posiadaczy ziemskich. Kiedy Alfred miał trzy lata jego rodzina przeniosła się do Anglii. Dugann ukończył Eton College i Balliol College, a potem pracował w British Natural History Museum. W muzealnych misjach podróżował po Maderze, Trynidadzie, Panamie, Wyspach Galapagos, Grecji i Turcji. W 1935 uczestniczył w archeologicznych badaniach pałacu Konstantyna w Stambule. W latach 1938–1941 służył w wojsku, min. w Norwegii. Przez resztę II wojny światowej pracował w fabryce zbrojeniowej. W 1946 wydał swoją pierwszą książkę.

## Powieści
- Knight with Armour (1946). Pierwsza krucjata z punktu widzenia zwykłego rycerza.
- Conscience of the King (1951).
- The Little Emperors (1951).
- Lady for Ransom (1953). O normandzkich najemnikach z zachodu służących Bizancjum w XI stuleciu.
- Leopards and lilies (1954) O możnej pani szukającej przygód wśród niebezpiecznej polityki w Anglii za czasów króla Jana.
- God and My Right (1955). O życiu Tomasza Becketta.
- Winter Quarters (1956).
- Three's Company (1958)
- Children of the Wolf, also known as Founding Fathers (1959).
- The Cunning of the Dove (1960).
- The King of Athelney (1961).
- The Right Line of Cerdic (1961)
- Lord Geoffrey's Fancy (1962).
- Besieger of Cities (1963)
- Family Favourites (1963).
- Count Bohemond (1964).
- The Romans (1965)
- Elephants and Castles (1965).
- Castles (1969)
- Alfred the Great (2005)
- Sword of Pleasure (2006)

## Inne publikacje
- Thomas Becket of Canterbury (1952)
- Julius Caesar: A Great Life in Brief (1955)
- My Life for My Sheep: Thomas a Becket (1955)
- He Died Old: Mithradates Eupator, King of Pontus (1958)
- Devil's Brood: The Angevin Family (1957)
- Look At Castles (1960)
- The Castle Book (1961)
- Look At Churches (1961)
- Growing Up in Thirteenth Century England (1962)
- The Story of the Crusades 1097-1291 (1963)
- Growing up with the Norman Conquest (1965)
- The Falcon And the Dove: A Life of Thomas Becket of Canterbury (1971)